# Ніл Горсач
Ніл Макгіл Горсач (англ. Neil McGill Gorsuch; нар. 29 серпня 1967, Денвер, Колорадо) — американський юрист, суддя Верховного суду США з 10 квітня 2017 р.

## Життєпис
Його мати з 1981 по 1983 рр. очолювала Управління з охорони навколишнього середовища в адміністрації президента Рейгана.
У 1988 р. Горсач закінчив Колумбійський університет, у 1991 р. отримав ступінь доктора в Гарвардській школі права, у 2004 р. також отримав ступінь доктора філософії в Університетському коледжі Оксфордського університету.
З 1991 по 1992 рр. — помічник судді Девіда Сентелла в Апеляційному суді США по округу Колумбія, а з 1993 по 1994 рр. — помічник членів Верховного суду США Байрона Вайта і Ентоні Кеннеді.
З 1995 по 2005 р. він працював в юридичній фірмі Kellogg, Huber, Hansen, Todd, Evans & Figel. Горсач обіймав посаду першого помічника заступника Генерального прокурора США Роберта Маккалума з 2005 по 2006 рр.
Був запрошеним професором Школи права Університету штату Колорадо.
З 2006 по 2017 рр. — суддя Апеляційного суду десятого округу США.
Одружений, має двох доньок. Вони живуть у Боулдері, штат Колорадо.